# Matti Järvinen
Matti Henrikki Järvinen född 18 februari, 1909 i Tammerfors, Finland död 22 juli 1985 Helsingfors var en finsk spjutkastare.
Järvinen vann 1932 OS-guld i Los Angeles, där även silver- och bronsmedaljerna gick till Finland genom Matti Sippala och Eino Penttilä. Järvinen vann även EM 1934 och 1938. Då han vann EM 1934 var det med ett nytt världsrekord  76,66 meter i en tävling som han vann med 6,69 meters marginal till Matti Sippala. Vid Berlin-OS 1936 hade Järvinen ryggproblem och fick nöja sig med en femte plats. 
Totalt satte Järvinen tio världsrekord i rad – det bästa resultatet var 77,23 meter. Han var den första finländare att kasta över 70 meter och den andra i världen efter Erik Lundqvist. Det finländska mästerskapet vann han åtta gånger, vilket endast Seppo Räty har uppnått. 
Järvinen har nått 7,02 (7,26w) i längdhopp, 14,40 i kulstötning och 41,50 i diskuskastning.
Matti Järvinen var son till den legendariske Verner Järvinen (1870–1941), som var olympisk bronsmedaljör vid OS 1906 och 1908. 
Han hade tre äldre bröder: 
- Kalle Järvinen (1903–1941) var en av Finlands bästa kulstötare.
- Akilles Järvinen (1905–1943) var världsrekordhållare i tiokamp och silvermedaljör vid de olympiska spelen 1928 och 1932.
- Hans äldste bror Yrjö Järvinen kastade över 61 meter i spjut innan han tidigt slutade tävla.

På klubbnivå representerade Järvinen Helsingin Kisa-Veikkoja och Keravan Urheilijat. 
Tornet på Helsingfors Olympiastadion är 72,71 meter högt, lika högt som Matti Järvinens segerresultat i OS 1932.

## Världsrekord
- 71,57 8 augusti 1930 Viborg
- 71,70 17 augusti 1930 Tammerfors
- 71,88 31 augusti 1930 Vasa
- 72,.93 14 september 1930 Viborg
- 74,02 27 juni 1932 Åbo
- 74,28 25 maj 1933 Leicester
- 74,61 7 juni 1933 Vasa
- 76,10 15 juni 1933 Helsingfors
- 76,66 7 september 1934 Torino
- 77,23 18 juni 1936 Helsingfors